# Mathieu Guibot
Mathieu Guibot est un ancien joueur international de rink hockey né le 25 mai 1987. Il évolue au sein de l'équipe première de la Roche-sur-Yon, club dans lequel il a fait toute sa carrière senior.

## Parcours sportif
En 2013, il est sélectionné en équipe de France pour participer au championnat du monde. En 2015, il annonce la fin de sa carrière sportive pour des raisons "professionnelles et familiales". 

### Palmarès
Il obtient quatre coupes de France avec le club de la Roche sur Yon : 2006, 2007, 2011 et 2014.